# Wilhelm Idel

Wilhelm Idel

Wilhelm Idel (* 6. Januar 1849 in Wiehl; † 8. August 1927 ebenda) war ein deutscher Heimatforscher und Dichter.

## Leben

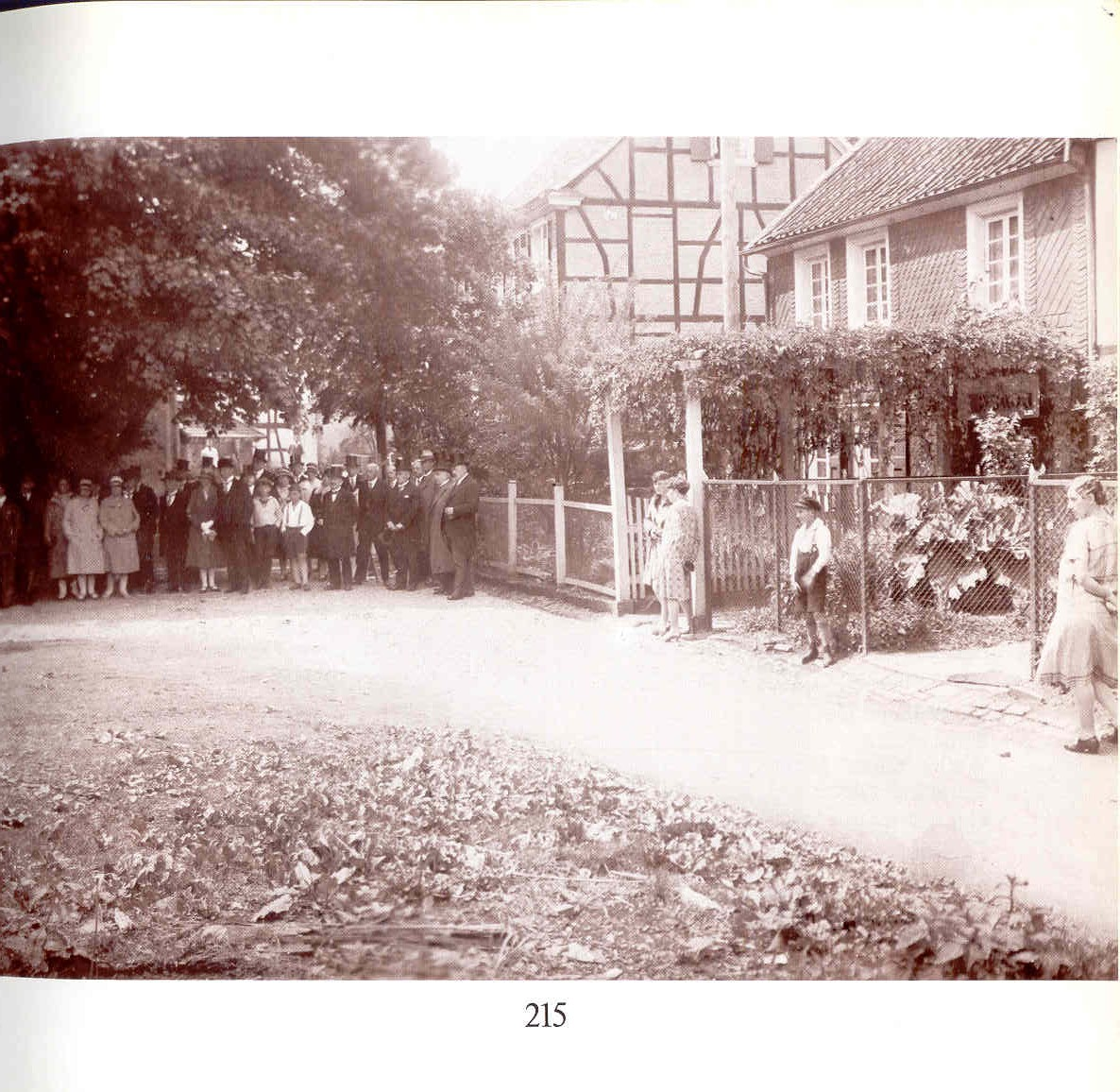
Geburtshaus Wilhelm Idels

Wilhelm Idel wurde als drittes von neun Kindern geboren. Seine Lernbegabung fiel bereits den Lehrern in der Volksschule auf. So erhielt er in der Oberstufe bereits zusätzlichen Privatunterricht sowie Klavierstunden. Ebenso lernte er Latein und Hebräisch. Ab 1863 besuchte er die neu gegründete Wiehler Privatschule. Aus Kostengründen konnte ihm sein Vater, ein Schreiner und Treppenbauer, kein Studium ermöglichen. Wilhelm Idel wurde Lehrer, er besuchte das Seminar in Neuwied. Idel war danach bis 1871 Lehrer in Dickhausen, als er ans Kaiserliche Lehrseminar nach Mainz berufen wurde. 1874 ging er nach England und lehrte an einer Privatschule. 1875 zog es ihn nach Deutschland zurück. Er absolvierte das Mittelschul- und Realschulexamen und unterrichtete 36 Jahre lang in Wermelskirchen.
Neben seinen beruflichen Tätigkeiten schrieb er Gedichte und Geschichten. Idel war Mitglied im Deutschen Schriftstellerverband. Er beteiligte sich am Erhalt von Schloss Burg und Schloss Homburg.
Sein wohl bekanntestes Gedicht (16 Strophen) über Die Glocken von Wiehl gehörte früher zum Pflichtrepertoire der Schüler. Ein weiteres bekanntes Gedicht von ihm ist Der Ave Maria-Ritter.

## Ehrungen
Aus Anlass seines 80. Geburtstages 1929 wurde an seinem Häuschen in Wiehl (Im Weiher 13) eine Gedenktafel mit einer Inschrift enthüllt, die sein Wesen, seine Stellung zur Heimat und seine Arbeit treffend kennzeichnet: Dem Sohn unserer Berge, dem Freunde der Heimat, dem Dichter und Forscher.
Die Stadt Wiehl hat nach Wilhelm Idel eine Straße benannt. Auf dem Friedhof steht zudem ein Gedenkstein. Auch in Wermelskirchen wurde eine Straße nach ihm benannt.

## Schriften
- Rückblick auf die Geschichte der höheren Stadtschule. 1890 Digitalisat
- Die Umwandlung unserer Schule. 1892 Digitalisat
- Festgedicht auf Johann Heinrich Pestalozzi. 1896 Digitalisat
- Schulreform und Rektoratschulen. Wermelskirchen: Kenzler, 1900 Digitalisat
- Rektoratschule oder Mittelschule?. 1904 Digitalisat
- Festgedicht auf Schiller. 1906 Digitalisat
- Rückblick (1880 - 1905). 1906 Digitalisat
- Von der Versetzung der Schüler. 1908 Digitalisat
- Zur 50jährigen Jubelfeier unserer Anstalt. 1909 Digitalisat
- Über die Vereinigung der Privatmädchenschule mit der Rektoratschule. 1910 Digitalisat
- Die Einweihung des neuen Rektoratschulhauses. 1911 Digitalisat
- Die Berufswahl. 1914 Digitalisat
- An die deutsche Jugend. 1915 Digitalisat